# أرنيزانو
أرنيزانو (بالإيطالية: Arnesano)‏ هي بلدة وبلدية في مقاطعة ليتشي في إقليم بوليا في جنوب إيطاليا.

## السكان
تطور النمو السكاني لـ أرنيزانو